# Salzwiesen von Münzenberg
Salzwiesen von Münzenberg este o arie protejată (arie specială de conservare — SAC, sit de importanță comunitară — SCI) din Germania întinsă pe o suprafață de 64,25 ha, integral pe uscat.

## Localizare
Centrul sitului Salzwiesen von Münzenberg este situat la coordonatele 50°27′47″N 8°45′54″E / 50.4631°N 8.765°E.

## Înființare
Situl Salzwiesen von Münzenberg a fost declarat sit de importanță comunitară în aprilie 1999 pentru a proteja 14 specii de animale. Situl a fost protejat și ca arie specială de conservare în martie 2008.

## Biodiversitate
Situată în ecoregiunea continentală, aria protejată conține 5 habitate naturale: Pășuni continentale udate de apa mării, Lacuri eutrofice naturale cu vegetație de tip Magnopotamion sau Hydrocharition, Pajiști uscate seminaturale și facies de acoperire cu tufișuri pe substraturi calcaroase (Festuco-Brometalia) (* situri importante pentru orhidee), Formațiuni ierboase bogate în specii de Nardus, dezvoltate pe substraturi silicioase în zone montane (și în zone submontane, în Europa continentală), Păduri aluvionare cu Alnus glutinosa și Fraxinus excelsior (Alno-Padion, Alnion incanae, Salicion albae).
La baza desemnării sitului se află mai multe specii protejate de  păsări (14): rața moțată (Aythya fuligula), erete vânăt (Circus cyaneus), porumbel de scorbură (Columba oenas), Corvus monedula, șoimul rândunelelor (Falco subbuteo), becațină comună (Gallinago gallinago), Luscinia svecica cyanecula, becațină mică (Lymnocryptes minimus), gaia neagră (Milvus migrans), gaia roșie (Milvus milvus), Rallus aquaticus aquaticus, mărăcinar (Saxicola rubetra), fluierarul de zăvoi (Tringa ochropus), nagâț (Vanellus vanellus).
Pe lângă speciile protejate, pe teritoriul sitului au mai fost identificate 17 specii de plante, 1 specie de amfibieni, 4 specii de nevertebrate.